# Przedsiębiorstwo wodociągowo-kanalizacyjne
Przedsiębiorstwo wodociągowo-kanalizacyjne – przedsiębiorstwo prowadzące działalność gospodarczą w zakresie zbiorowego zaopatrzenia w wodę lub zbiorowego odprowadzania ścieków, oraz gminne jednostki organizacyjne nieposiadające osobowości prawnej, prowadzące tego rodzaju działalność.